# Тахи, Франьо
Тахи, Франьо (хорв. Franjo Tahy; 1526 — 1573) — хорватский дворянин венгерского происхождения из рода Тахи. Советник короля и королевский конюший.

## Биография
Франьо принадлежал к великой семье Тахи, которая имела венгерского происхождение и приобрела имущество в Славонии уже во второй половине XV века. Его отец, Янош Тахи, был с 1524 по 1525 год хорватско-славенским баном. Франьо было десять лет, когда умер его отец. С юных лет участвовал в боях с турками. Он командовал императорской армией на юге Венгерского королевства. Стал советником короля Фердинанда I и королевским конюшим в Венгрии. Из-за своих военных достижений он имел сильную поддержку от Габсбургов, а также был связан с влиятельными семьями в Хорватии.
Его женой была Елена Зриньи, сестра полководца имперской армии Миклоша Зриньи.
В середине XVI века турки заняли имения Тахи в Венгрии и Славонии. В 1564 году он купил у семейства Батори половину поместья Стубица. Из-за земельных споров по в этом имении он столкнулся с семьей Хеннинга, держателями другой половины поместья и с жителями деревни, которые попросили Тахи покинуть поместье. Франьо отказался покидать поместье и жестоко обращался со своими с крестьянами. Его действия породили три крестьянские восстания (1567—1568, 1571—1572 и 1573 годов). Во время подавления восстания Тахи тяжело заболел, но тем не менее продолжал преследовать крестьян. В этот момент он заказал себе надгробную плиту, которая хранится сегодня в Музее крестьянского восстания 1573 года в замке Оршич. В 1573 году Франьо Тахи умер и был похоронен в церкви Святой Троицы в Доня-Стубица.